# Epistemma
Epistemma es un género perteneciente a la familia de las apocináceas con tres especies de plantas fanerógamas . Es originario de África distribuyéndose por Gabón, Ghana y Costa de Marfil  en los bosques de tierras bajas.

## Descripción
Son plantas epífitas con tallo suculentos, glabrescentes o pubescentes, cubriéndose con una corteza muy suave con tacto de papel de color gris, una adaptación para la retención de agua. Las hojas son subsuculentas a coriáceas, de 8.5-12.5 cm de largo y 5.5-8 cm de ancho, anchamente elípticas, obtusas basalmente, con el ápice acuminado o mucronado, (casi) glabras.
Las inflorescencias son terminales, más cortas que las hojas adyacentes, con varias flores, simples, con pedúnculos muy cortos y gruesos, minuciosamente pubescentes; las brácteas florales ovadas. 

## Especies
- Epistemma assianum
- Epistemma decurrens
- Epistemma rupestre